# Фосо ди Сан Ђулијано (Рим)
Фосо ди Сан Ђулијано је насеље у Италији у округу Рим, региону Лацио.
Према процени из 2011. у насељу је живело 973 становника. Насеље се налази на надморској висини од 67 м.